# Waldlaubersheim
Waldlaubersheim település Németországban, Rajna-vidék-Pfalz tartományban. Lakosainak száma 840 fő (2023. december 31.).

## Népesség
A település népességének változása:
| Lakosok száma | 573  | 801  | 804  | 813  | 819  | 840  |
|               | 1975 | 2017 | 2019 | 2021 | 2022 | 2023 |